# Martian Bernardy de Sigoyer
Marie Félicien René Martien Bernardy de Sigoyer, noto anche semplicemente come Martien Bernardy de Sigoyer (Valence, 29 agosto 1824 – Parigi, 24 maggio 1871), è stato un militare francese.
Venne ucciso durante gli eventi della Comune di Parigi nella capitale francese, nel 1871, mentre coi suoi uomini difendeva il Palazzo delle Tuileries ed il Louvre.

## Biografia

### I primi anni
Nato nel 1824, Martian Bernardy de Sigoyer proveniva da una famiglia di tradizione militare. All'età di 20 anni entrò nel corpo francese degli zuavi ed il 18 agosto 1851 ottenne il grado di sottotenente, durante la quale venne ferito.
Integrato nell'8º battaglione cacciatori, venne nominato tenente nel dicembre del 1854 per poi venire assegnato al 14º battaglione cacciatori in Crimea; qui ricevette la croce di cavaliere dell'Ordine della Legion d'onore. Nel maggio del 1859, ottenne il grado di capitano e venne ferito nel corso della Battaglia di Solferino, durante la campagna militare in italia per la seconda guerra d'indipendenza italiana.

### Il salvatore del Louvre

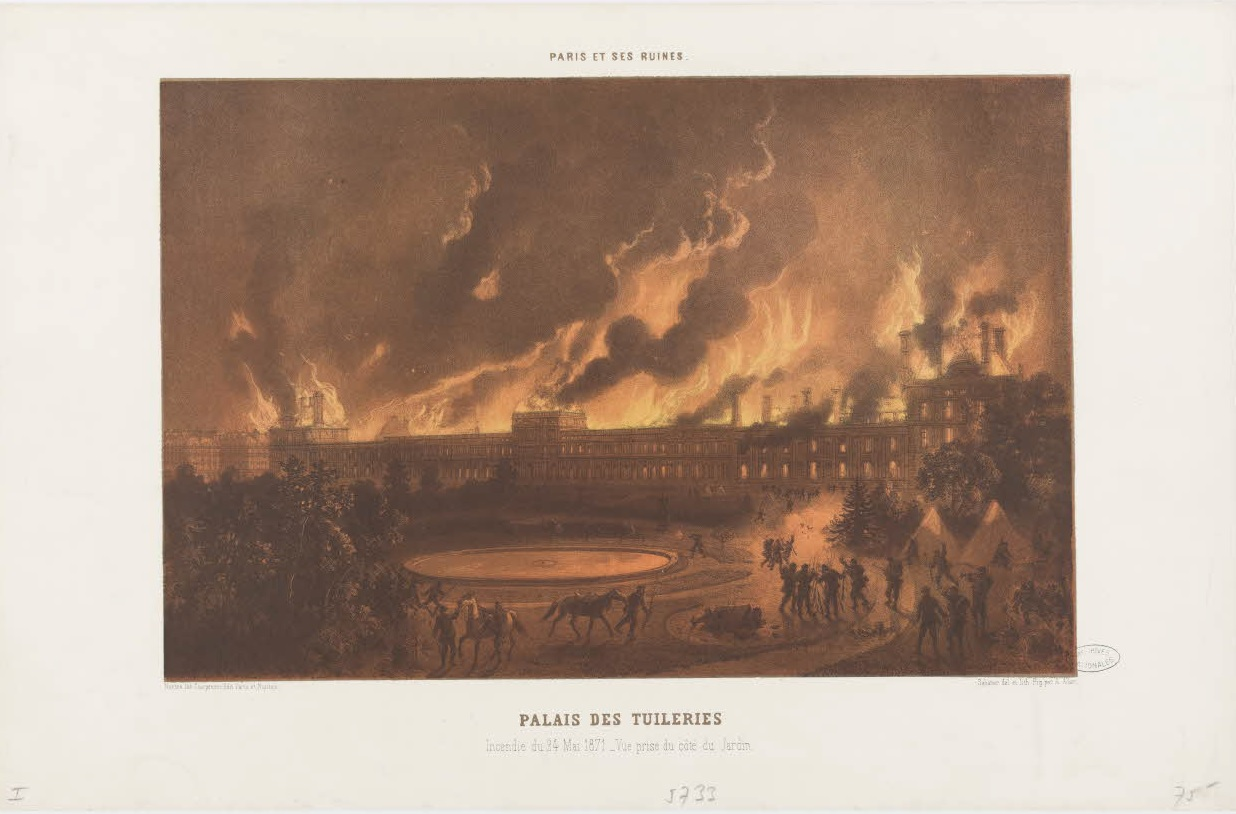
L'incendio delle Tuileries.

Secondo lo scrittore, storico ed editore Nicolas Chaudun, autore dell'opera Le brasier, le Louvre, incendiée par la Commune, quando i comunardi incendiarono il Palazzo delle Tuileries nel maggio del 1871 durante la Comune di Parigi, le fiamme rischiarono di intaccare anche il Louvre con la sua preziosa collezione di opere d'arte.
Questo non avvenne per la caparbietà del conservatore Henry Barbet de Jouy e, soprattutto, grazie al pronto intervento di Martian Bernardy de Sigoyer, che chiese ai suoi uomini del 26º battaglione cacciatori a piedi di fare tutto il possibile per evitare il propagarsi delle fiamme anche verso il museo.

Nella storia del 26º battaglione cacciatori così si legge: 
A seguito di una deliberazione dell'Assemblea Nazionale presieduta da Jules Grévy, il presidente della repubblica Adolphe Thiers promulgò, in data 15 settembre 1871, una legge a favore della famiglia del comandante: per ricompensare del sacrificio personale del comandante Martian de Bernardy de Sigoyer, il quale con la propria vita contribuì in maniera particolare alla salvezza del Museo del Louvre da sicuro incendio. Alla vedova venne accordata una pensione a vita di duemila franchi oltre a quella di reversibilità prevista dalla legge. A ciascuno dei quattro figli una pensione vitalizia di cinquecento franchi annui oltre alla possibilità di studiare gratuitamente alle scuole di stato.
Il museo del Louvre gli ha dedicato una targa commemorativa nei pressi della Nike di Samotracia.